# Atlapetes personatus
Atlapetes personatus là một loài chim trong họ Emberizidae.